# Łukasz Rudzewicz

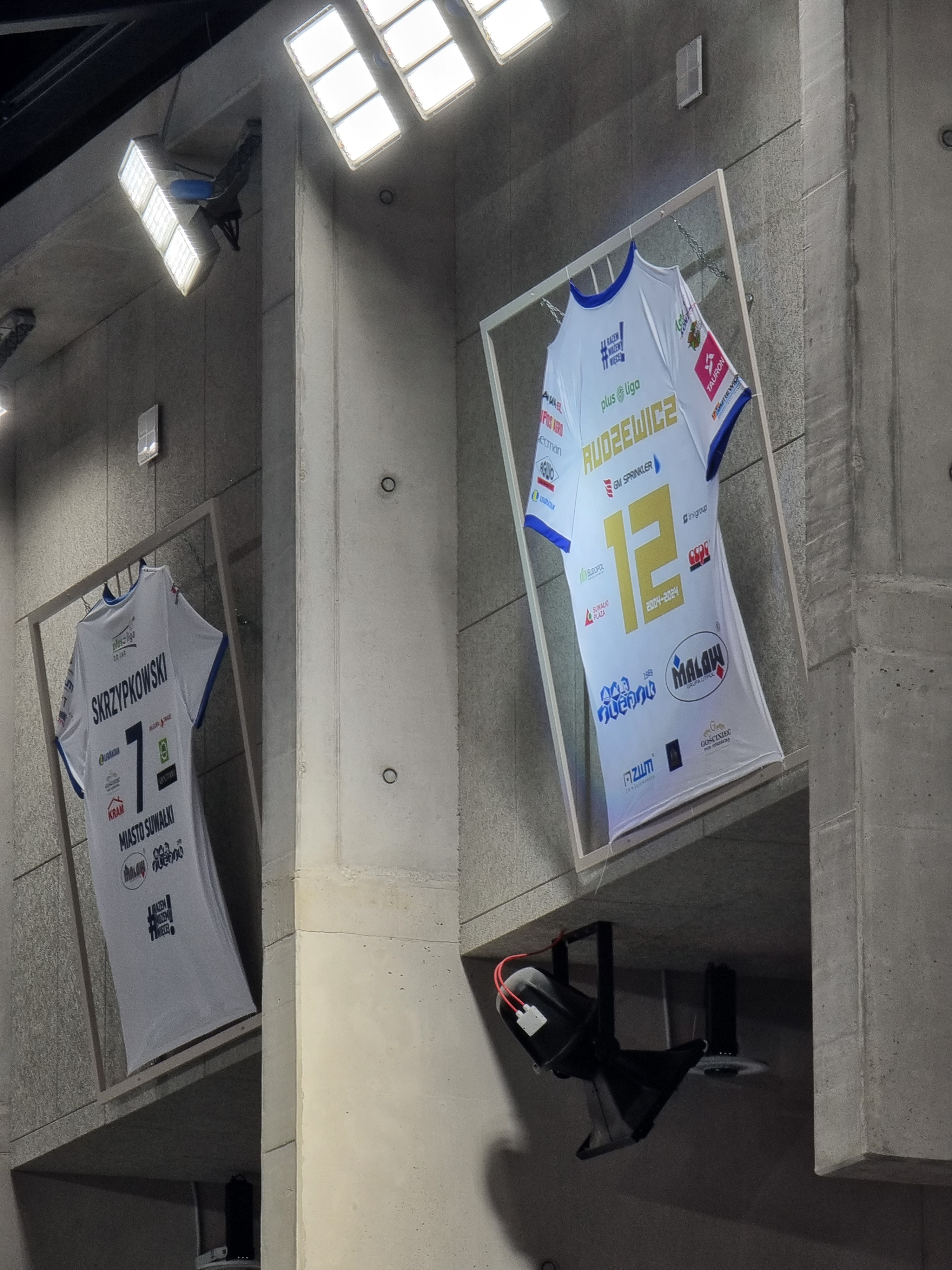
Koszulka Łukasza Rudzewicza w Suwałki Arenie

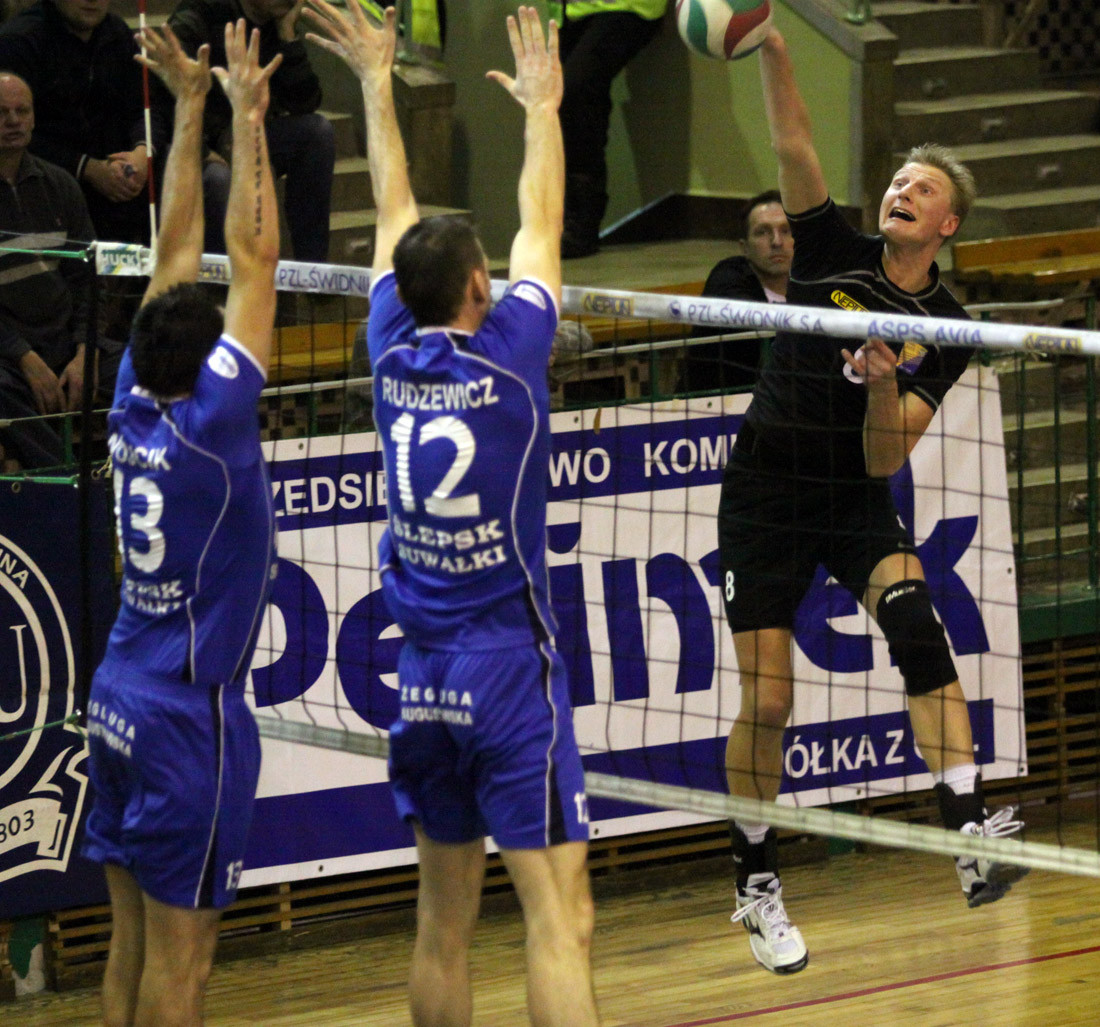
W bloku z numerem 12 Łukasz Rudzewicz w meczu ligowym 11. kolejki I ligi 2010/2011 Avia Świdnik – Ślepsk Suwałki, 27.11.2010

Łukasz Rudzewicz (ur. 25 stycznia 1985 w Augustowie) – polski siatkarz, grający na pozycji środkowego.
Po ukończonym sezonie 2023/2024 postanowił zakończyć siatkarską karierę.
29 maja 2024 roku podczas meczu towarzyskiego pomiędzy reprezentacją Polski a Ukrainą została odsłonięta jego koszulka w barwach Ślepsk Suwałki pod sufitem w Suwałki Arenie.
| Łukasz Rudzewicz  | Łukasz Rudzewicz | Łukasz Rudzewicz | Łukasz Rudzewicz | Łukasz Rudzewicz | Łukasz Rudzewicz | Łukasz Rudzewicz | Łukasz Rudzewicz | Łukasz Rudzewicz | Łukasz Rudzewicz | Łukasz Rudzewicz |
| ----------------- | ---------------- | ---------------- | ---------------- | ---------------- | ---------------- | ---------------- | ---------------- | ---------------- | ---------------- | ---------------- |
| Wzrost            | 198 cm           |                  |                  |                  |                  |                  |                  |                  |                  |                  |
| Waga              | 89 kg            |                  |                  |                  |                  |                  |                  |                  |                  |                  |
| Wyskok do ataku   | 343 cm           |                  |                  |                  |                  |                  |                  |                  |                  |                  |
| Wyskok do bloku   | 323 cm           |                  |                  |                  |                  |                  |                  |                  |                  |                  |
| Pozycja           | środkowy         |                  |                  |                  |                  |                  |                  |                  |                  |                  |
| Kariera seniorska |                  |                  |                  |                  |                  |                  |                  |                  |                  |                  |
| Lata              | Klub             |                  |                  |                  |                  |                  |                  |                  |                  |                  |
| 2003–2024         | Ślepsk Suwałki   |                  |                  |                  |                  |                  |                  |                  |                  |                  |
| 2024–             | Necko Augustów   |                  |                  |                  |                  |                  |                  |                  |                  |                  |

## Sukcesy klubowe
Mistrzostwo I Ligi:
- 2019[4]
- 2017
- 2015